# Henri Graillot
Henri Graillot est un professeur d'université français, docteur ès lettres spécialisé en histoire de l'art, né à Autun le 20 décembre 1868, et mort à Nice le 18 mars 1949.

## Biographie
Henri Graillot a été reçu à l'école normale supérieure dont il est sorti agrégé des lettres en 1892. Il est alors attiré par l'histoire de l'art qui est une branche nouvelle et autonome de l'histoire.
Il est élève de l'École française de Rome de 1892 jusqu'en 1895. Il participe comme membre de l'École française de Rome à des fouilles pour retrouver la cité de Satricum. Les sources latines y mentionnent le temple dédié à Mater Matuta dont il trouve l'emplacement dans la frazione de Le Ferriere de la commune de Latina mais il n'a pas pu continuer les fouilles en raison de l’hostilité de Felice Barnabei (Castelli de Saint-Marin, 1842 - Rome, 1922), directeur des musées et des fouilles d’antiquité du royaume d’Italie.
En octobre 1895, il commence sa carrière de professeur de rhétorique supérieure au lycée de Toulouse. En 1906, il est nommé professeur à la faculté des lettres de l'université de Toulouse, d'abord maître de conférences, puis professeur-adjoint. Il est reçu docteur ès lettres après la présentation de deux thèses, la première Le culte de Cybèle, Mère des dieux, à Rome et dans l'Empire romain et la seconde sur Nicolas Bachelier, imagier et maçon de Toulouse au XVIe siècle. Il est titularisé professeur dans la chaire d'histoire de l'art en 1920.
Grâce à sa connaissance de l'Antiquité italienne, il est choisi pour diriger l'Institut français de Florence où il succède à Julien Luchaire. Il y reste en poste jusqu'en 1938.

## Publications
- « Une collection de tessères », Mélanges de l'école française de Rome, t. 16,‎ 1896, p. 299-314 (lire en ligne)
- « Les Dieux tout-puissants Cybèle et Attis et leur culte dans l'Afrique du Nord », Revue archéologique, 4e série, t. 3,‎ janvier-juin 1904, p. 322-353 (lire en ligne)
- Nicolas Bachelier, imagier et maçon de Toulouse au XVIe siècle, Toulouse, 1914
- Le culte de Cybèle, Mère des dieux, à Rome et dans l'Empire romain, Paris, Fontemoing et Cie éditeurs, coll. « Bibliothèque des Écoles d'Athènes et de Rome no 107 », 1912, 600 p. (lire en ligne)

## Hommage
- Impasse du Professeur-Henri-Graillot, à Toulouse.